# Vanilla Sky (Band)
Vanilla Sky ist eine 2002 gegründete italienische Poppunk-Band aus Rom.

## Geschichte
Vanilla Sky wurde 2002 von vier Freunden in Rom gegründet, die davor schon in anderen Bands aktiv gewesen waren. Nachdem sich ihre EP Play it if you can’t say it im Eigenvertrieb außerordentlich gut verkaufte und sämtliche Pressungen nach 2 Monaten ausverkauft waren, wurde die Band schon im Januar 2003 von Wynona Records unter Vertrag genommen. Die ersten Veröffentlichungen waren Split-CDs mit anderen italienischen Bands. 2003 wurde das innerhalb von 2 Monaten in Rom und Pisa aufgenommene Album Waiting for Something veröffentlicht und die Band tourte sechs Wochen durch Europa. Das Album verkaufte sich innerhalb der ersten drei Monate nach Veröffentlichung mehr als 13.000 Mal in Italien, Deutschland und vor allem Japan. In den folgenden Jahren spielten sie in Europa und Japan als Vorband bekannter Bands wie z. B. Maxeen, Yellowcard, Coheed and Cambria, The Offspring, My Chemical Romance und Good Charlotte. Am 27. Mai 2005 wurde das Debütalbum schließlich via Capitol Records in den USA veröffentlicht, was die Verkaufszahlen schnell auf über 25.000 ansteigen ließ. Die wiederveröffentlichte EP verkaufte sich über 5.000 Mal. Im Frühling 2006 begab sich Vanilla Sky ins Studio um ein neues Album aufzunehmen. Sämtliche aufgenommenen Songs wurden jedoch kurz nach Aufnahmeende zerstört, so dass die Band alles nochmal aufnehmen musste.
2007 unterschrieben Vanilla Sky einen Vertrag mit Universal Music, am 22. Juni erschien das Album Changes und im Herbst desselben Jahres überraschte die Band mit einer als Single veröffentlichten Coverversion des Songs Umbrella von Rihanna. Ihr aktuellstes Studioalbum The Band Not the Movie erschien 2012.

## Diskografie

### Alben
- Waiting for Something (2004, Wynona Records und Capitol Records)
- Changes (2007, Universal Music)
- Fragile (2010, Universal Music)
- The Band Not the Movie (2012)

### EPs
- Play It If You Can’t Say It (2002, Eigenvertrieb)
- Play It If You Can’t Say It (Re-Release, 2005, Wynona Records)
- Touredition (auf 1000 Stück limitiert) (2006, Eigenvertrieb)
- Punk Is Dead (Cover-EP, 2011)

### Singles
- Distance (2004, Wynona Records)
- Break It Out (2007, Universal Music)
- Umbrella (2007, Universal Music)
- Goodbye (2008, Universal Music)
- Frames (2011)

### Split-CDs
- Too Loud For You (2003, Wynona Records)
- The Rest is History (2003, Ambience Records/Wynona Records)